# São João do Pacuí
São João do Pacuí – miasto i gmina w Brazylii, w stanie Minas Gerais.